# 对习近平的言论审查争议
中共中央总书记习近平被指对自身的批评和讽刺进行大量言论审查，此外另有避讳指控和对世界卫生组织施压以达成避讳目的指控。

## 言論審查爭議
2016年2月29日，编程随想在GitHub上發佈了《趙家人》專案（页面存档备份，存于），整理出据称为中国大陆权贵阶层包括130多个家族、700多人的资料和关系网络。6月8日，中国网络空间安全协会致信GitHub，称该项目下的一个議題（页面存档备份，存于）诽谤中华人民共和国最高领导人习近平有谋杀嫌疑，要求立刻删除。这个题为“習近平有重大殺人嫌疑！”的議題列举了16条指控习近平犯下谋杀罪行的理由，在2020年2月已有2095个评论，至今仍然保持开放。该議題的作者用户名为CMB-news，其于GitHub上的个人主页（页面存档备份，存于）显示该用户仅在2016年做出了数个不含任何代码的编辑，此后便无活动，亦未见其与該議題的正式关联。3天后GitHub公开了这封信（页面存档备份，存于）。这是GitHub收到的第一个来自中国大陆官方的请求。
2017年7月16日，《金融时报》表示，北京在該周周末禁止一切有关小熊维尼的照片出现在中国的任何社交媒体上。北京當局没有给出任何官方解释其中的原因，但《金融时报》认为这可能是小熊维尼和跳跳虎的最新造型模仿了2013年习近平和美国总统贝拉克·奥巴马走步时的姿态。实际上，自2017年7月刘晓波逝世后，当局加大了相关人物及信息的审查力度，“小熊维尼”自此之后开始成为网络敏感词。2018年8月，電子遊戲《王國之心III》的宣傳片中，其他角色形象還可看見，而小熊維尼的形象遭遮蓋。同年，「小熊維尼」、「維尼熊」等亦成新禁語，在微信、微博上輸入「小熊維尼」，雖仍能看到相關文章，但若要在微博上評論，輸入這四個字就會出現評論失敗的訊息，微信上的「小熊維尼友情系列」emoji已經被下架。
2019年，《南方公园》第23季第2集《中国乐队》由于触及小熊维尼形象及批评劳动改造、第十四世达赖喇嘛、中华人民共和国器官移植、中华人民共和国LGBT权益等敏感内容，影片连同整部剧集在中国大陆网络遭到全面封杀。
2020年3月3日，德國之聲報道稱，加拿大多伦多大学公民实验室（Citizen Lab）研究显示，2020年2月，中國社交媒體平臺微信擴大審查範圍，87%敏感詞涉习近平。
2023年5月13日，笑果文化旗下藝人HOUSE（李昊石）在脫口秀節目中說出，自己領養了2條野狗，它們在追松鼠時的表現讓他想到8個字「作風優良，能打勝仗」，這句口號源自習近平剛上任中共中央總書記和中共中央軍委主席時給軍隊設立的目標。結果笑果文化被罰款1335萬餘元，並沒收違法所得132萬余元，同時決定無限期暫停笑果文化在北京所有演出活動。北京市公安局朝陽分局通報稱，針對李昊石在演出過程造成惡劣社會影響的情況，已依法立案調查。5月16日，有新浪微博用戶「花花花未央HWY」發佈涉案言論被大连警方行政拘留。

## 避諱爭議
2021年初，網路流傳一張圖片，為中國某處文宣標語上書“提高文明衛生水平 革除陋刃”。該圖片引發爭議，因其中之「陋刃」不知所云，甚至被部分網友認為這是在“避諱”習近平姓氏的簡體字「习」。同時，若在微博之類網站上搜尋“陋習”等關鍵字則查詢不出結果，不過目前在一些中國入口網站如新浪等等，用「陋習」或「陋习」都能查到使用這兩字的新聞。
2021年11月26日，世界卫生组织将南非报告的严重急性呼吸综合征冠状病毒2B.1.1.529谱系命名为“Omicron变异株”。然而此次命名没有遵循以往的顺序，跳过了希腊字母Ξ（Xi），被认为是避讳习近平姓氏“习”的汉语拼音转写“Xi”。